# Религиозные взгляды Петра Чайковского
Проблеме религиозных взглядов Петра Ильича Чайковского в настоящее время посвящена обширная научная литература. Кандидат искусствоведения Ольга Захарова относила её «к числу трудных и вызывающих в музыковедении прямо противоположные по своей направленности ответы». Если современники не придавали большого значения религиозным взглядам Чайковского, а в советское время композитора однозначно относили к материалистам, то в современной музыковедческой литературе появилось большое число научных работ, которые, отталкиваясь от документальных свидетельств, по-разному трактуют характер взглядов Чайковского на религию.
Композитор воспитывался в ортодоксальном православном духе. Детские стихотворения Чайковского на русском и французском языках были обращены к Богу. Сомнения стали посещать мальчика после смерти его матери. В 1860-е годы композитор уже не испытывал потребность в молитве и посте. Религиозные темы он затрагивал редко, иногда, по выражению доктора искусствоведения Галины Сизко, в «кощунственном» тоне. Религиозные настроения композитора стали нарастать в середине 1870-х годов и были связаны с осознанием противоестественности своей сексуальной ориентации. В 1880-е годы он обрёл в вере духовную опору и преодолел обуревавшие его духовные противоречия. Чайковский увлёкся «практикой религиозной жизни»: он постоянно рассуждал о богослужении и церковной музыке, сравнивал православное богослужение с другими христианскими конфессиями, глубоко изучал Священное Писание. Среди духовных сочинений Чайковского этого периода — «Литургия Святого Иоанна Златоуста» (1878), «Всенощное бдение» (1881), «Девять духовно-музыкальных сочинений» (1884—1885), «Ангел вопияше» (1887).
Ольга Захарова сделала вывод, что Чайковский в последние годы жизни сосредоточился только на нравственной стороне учения Христа, не смог преодолеть своих сомнений в догматике и, по её словам, «в целом отошёл от православия». Именно с этим она связывала отказ композитора от создания новых произведений для церковного обихода. По мнению Захаровой, Чайковский стал склоняться к позиции в религиозном вопросе, характерной для Эрнеста Ренана, и к пантеистическим взглядам Бенедикта Спинозы. В письмах композитора последних лет жизни упоминается его мечта написать светские «Страсти Христовы». Композитор также неоднократно предпринимал попытки создания стихотворного текста на основе евангелий для своего будущего музыкального произведения.
Среди научных статей на данную тему, вышедших в первые двадцать лет XXI века, работы доктора искусствоведения Галины Сизко, доктора искусствоведения Галины Побережной, доктора философских наук и доктора богословия митрополита Волоколамского Илариона, доктора культурологии Ольги Девятовой, кандидата искусствоведения Ольги Захаровой, кандидата искусствоведения Георгия Ковалевского и других исследователей. Галина Сизко опубликовала также книгу «Духовный путь Чайковского». Не обошли вниманием тему религиозных взглядов композитора зарубежные искусствоведы. Так, американский историк Александр Познанский через призму отношения композитора к религии попытался проанализировать проблему сексуальной ориентации Чайковского и обстоятельства его смерти.

## Эволюция религиозных взглядов Чайковского

### Постановка проблемы изменения взглядов композитора
Кандидат искусствоведения Ольга Захарова относила проблему религиозных взглядов Чайковского «к числу трудных и вызывающих в музыковедении прямо противоположные по своей направленности ответы» и связывала это с различиями в высказываниях композитора в разные периоды его жизни. Кандидат искусствоведения Антонина Макарова обратила внимание на изменение взглядов композитора на религию на протяжении всей его жизни. Данная проблема стала одной из главных в её диссертации «Мистериальные прообразы в оперном творчестве П. И. Чайковского», которую исследователь защитила в Магнитогорске в 2017 году. Кратко она определяла эту эволюцию следующим образом: «от детской веры в Бога» через «скептицизм юношеских лет», «обострённую постановку мировоззренческих вопросов в кризисные 1877—78 годы» «к обретению некоего баланса в мировоззренческой сфере и духовной опоры в вере».

### Детство
Семья композитора была глубоко верующей. До настоящего времени в Музее-усадьбе Чайковского в Воткинске сохранились две почитаемые в семье иконы. С одной из них — с Владимирской иконой Божией матери — связано семейное предание о спасении от тяжёлой болезни старшего брата композитора Николая. Другие две семейные иконы находились в доме Чайковского в Клину на момент его смерти. Одна («Апостол Пётр», написанная в 1841 году) находится в кабинете-гостиной, другая («Казанская икона Божией Матери», которой он был благословлён в детстве) — в спальне. Бережно хранил Чайковский принадлежавшие его матери Псалтирь и сборник стихир и канонов, где сохранились надписи, сделанные её рукой.
Композитор воспитывался в ортодоксальном православном духе. Несколько поколений его предков были священнослужителями. Крёстным отцом будущего композитора, а также учителем Закона Божьего и русского языка, был протоиерей Камско-Воткинского Благовещенского собора Василий Блинов. Детские стихотворения Чайковского на русском и французском языках были обращены к Богу. Он восхищался могуществом Всевышнего, сотворившего «прекрасный мир, Россию и русский народ». В сочинениях мальчика выражена уверенность в том, что Бог непосредственно участвует в его жизни, являясь «постоянным спутником и благодетелем, одаряя его различными дарами». Богослужение он воспринимал как естественную и органичную часть своей жизни: «Когда я был мальчиком… я несколько лет сряду пел первый голос в трио, которое на архиерейской службе поётся тремя мальчиками в алтаре при начале и конце службы. Литургия, особенно при архиерейском служении, производила на меня тогда… глубочайшее поэтическое впечатление… Как я гордился тогда, что пением своим принимал участие в службе!».
Некоторые детские литературные опыты композитора сохранились. Они проникнуты религиозно-мистическим переживанием. Первый биограф композитора, его брат Модест, при публикации в собственном переводе на русский язык этих стихотворений писал, что «все эти произведения совершенно бездарны». Кандидат искусствоведения Георгий Ковалевский называл это мнение излишне категоричным и прослеживал в стихах Чайковского влияние Псалма 103.
«Вечный наш Бог! ты сделал всё это.

Дитя! Смотри на эти растения столь красивые.

Эти розы, эти вероники, они так красивы,

Блестящее солнце освещает весь мир,

Это существо создало его.

Луна, звёзды освещают нашу ночь.

Без Тебя хлеб не мог бы расти,

Волны этих красивых вод…

Мы бы умерли без них.

Моря, которых притяжение так велико.

Речки их окружают.

Мать, питайте! Питайте ваших детей.

Бог создал их.

Боже могучий, тебе поклоняются!»
Модест Чайковский рассказывал в первом томе книги «Жизнь П. И. Чайковского», что в детских тетрадях, письмах, рисунках будущего композитора «чаще всего без всякого повода встречается слово „Бог“, иногда просто, иногда в виньетке»». Опровергая версию, что это было упражнение ребёнка в каллиграфии, брат композитора приводил его стихи, обращённые к Богу. Одно из стихотворений начинается призывом к Богу всегда покровительствовать России.

«Господи! буть всегда со светой нашей Россией.

Мы незабудем тебя и будем верить всегда на всю троицу

Буди Господи с нами. Ты был Бог

Ты есть Бог и будешь всегда наш Бог

Ты нам дал ум и всё, что нам надобно

Так и всем русским Господи…»

Модест Чайковский писал об «уродливости» подобных стихов будущего композитора и одновременно о чувстве умиления, которое они вызывают у читателя.
Доктор искусствоведения Галина Сизко отмечала, что любовь к Богу сочеталась в Чайковском с патриотизмом. Она приводила в пример этого рассказ Модеста Чайковского о французской гувернантке композитора Фанни Дюрбах. Она застала мальчика целующим территорию России на географической карте и плюющим на все остальные страны. Дюрбах заметила будущему композитору, что и другие народы обращаются к Богу с молитвой «Отче наш», а сама она является француженкой. После этого мальчик сообщил ей, что он закрывал территорию Франции ладошкой.
Модест Чайковский интерес своего старшего брата к проблемам религии объяснял влиянием Фанни Дюрбах. Он отмечал, что гувернантка была «строгой протестанткой» и большое значение придавала нравственности. Александр Познанский писал о большом влиянии протестантизма и немецкой культуры в родном городе Фанни — Монбельяре. Её крёстной матерью стала дочь местного пастора.

### Юношеские годы и зрелость
С 1850 года Чайковский учился в приготовительном классе Императорского училища правоведения, а позже — в самом училище. Атмосфера в нём оказывала серьёзное влияние на формирование личности подростка. В училище действовал жёсткий казарменный режим, который был несколько смягчён только в 1856 году: существовали карцер и телесные наказания, учащиеся проходили военное обучение и поднимались с постели под барабанный бой. Воспитателями были офицеры, существовала особая должность инспектора воспитанников, обязанности которого сводились к тому, чтобы «высматривать, ловить, наказывать, сечь». За строгой показной дисциплиной скрывался хаос, воспитанники организовывали травлю не только своих сверстников или малышей, но и некоторых преподавателей. У старшеклассников не были редкостью курение, пьянство (и даже хронический алкоголизм), сексуальные связи между воспитанниками. Среди трёх предметов, наиболее тяжело дававшихся старательному Петру Чайковскому наряду с алгеброй и геометрией, был Закон Божий.
Самой колоритной фигурой среди преподавателей был фанатично религиозный доктор богословия и составитель учебника «Священной истории» Михаил Богословский. Он вёл целый ряд предметов в младших (толкование Священной истории Ветхого и Нового завета, Закон Божий) и старших классах (церковное право, логику и психологию). В нём сочетались изысканность одеяний и нечистоплотность, которая даже становилась причиной скандалов. Он осуждал модное у юношества пренебрежение церковными службами и увлечение театром (называя его «бесовским радованием», а танцы — «потехой дьявола»). Вместе с тем ученики ходили в театры на спектакли французской труппы в Михайловский театр, на балет, в итальянскую оперу, в Александринский театр. Многие учащиеся, в том числе и близкие друзья Чайковского Фёдор Маслов, Алексей Апухтин и Владимир Танеев, имели прогрессивные убеждения
Старший научный сотрудник Дома-музея П. И. Чайковского в Клину доктор искусствоведения Галина Сизко предполагала, что сомнения в религии стали посещать мальчика после смерти его матери. Следы этого она находила в письме Виктору Ольховскому, написанном в 1854 году (через несколько недель после смерти матери) в форме пародии на церковнославянский язык. Американский историк Александр Познанский отмечал, что ближайшей церковью к дому, где умерла Александра Андреевна, была Пантелеимоновская, и предполагал, что именно оттуда был вызван к умирающей священник. Этим он объяснял факт, что, находясь в Санкт-Петербурге, Чайковский очень часто приходил именно в эту церковь. Каждый год в день рождения матери композитор шёл в церковь и молился за неё. Сам Познанский, однако, ссылаясь на исследования психологов, считал, что ребёнок, потерявший кого-либо из родителей в раннем отрочестве, достаточно быстро преодолевает скорбь об этом событии и в дальнейшем не испытывает проблем в своём развитии.

И за всё отсутствие тваега батюшка времени адну знами партию щастье играло. Вашим батюшка миластям не нахожу благадарность высказати слов, а скора ли ты Вы батюшка к нам та прикатить изволить заблагоугодити и либрету принести захатити. Всё што имею, отдам за ниё Вам батюшка и ап цене её, написать изволить патрудитеся.
Галина Сизко писала, что от детской религиозности Чайковского в это время не осталось следа: в письмах исчезают религиозные темы, уже не встречаются обращения к близким «ангельчики мои», просьбы о благословении, воспоминания о религиозных праздниках в семье. Одно из редких упоминаний церкви, относящееся к 1861 году, в письмах этого времени выглядит так: «нарочно ходил в приходскую церковь, чтобы видеть впечатление, которое манифест производит на мужиков».
В 1860-е годы у композитора полностью отсутствует потребность в молитве и посте, и если он и затрагивает в разговорах религиозные темы, то в ироничном, а иногда и, по выражению Галины Сизко в статье 2003 года, в «кощунственном» тоне. В 1863 году композитор вместе со своим другом Алексеем Апухтиным посетил Оптину пустынь, а в 1866 году — Валаамский монастырь, однако ничего не известно от композитора о влиянии самих этих поездок на его чувства и мысли по отношению к религии. Во время пребывания на Валааме, правда, Чайковский и Апухтин стали свидетелями события, которое произвело сильное впечатление на Чайковского: родители после года поисков нашли в монастыре ушедшего из дома единственного сына. Несмотря на уговоры близких, он отказался оставить монастырь.
В своей книге 2019 года Галина Сизко связывала отсутствие немедленной реакции на посещение монастырей в письмах и дневнике композитора с его «сильными и глубокими впечатлениями». Исследователь приводила письмо Чайковского брату Модесту, написанное спустя 30 лет после посещения Оптиной пустыни, в котором он рассказывал о «поэтических впечатлениях» от этой поездки. Она писала, что Чайковский был настолько напуган видом мощей святых в Киево-Печерской лавре, что наотрез отказался от продолжения путешествия по пещерам со своими родственниками.
Новый этап развития религиозных взглядов Чайковского Макарова так же, как и Сизко, связывала с «некоторым легкомыслием, соединённым с определённой долей иронии». В качестве иллюстрации исследователь приводила посещение композитором Троице-Сергиевой лавры между 1869 и 1872 годом с целой группой своих приятелей (Рубинштейн, Пётр Юргенсон, Николай Кашкин, Николай Губерт, Иван Клименко), которое описал в своих воспоминаниях друг Чайковского Иван Клименко: «когда мы подошли к мощам Сергия, Пётр с целью рассмешить, шепнул мне на ухо экспромт: „Когда видел мощи Сергия, / Уронил во щи серьги я“». Ещё один экспромт Чайковский прошептал Клименко в ризнице, когда архиерей показывал им панагии: «Поп и дьякон в панагии / Два танцуют pas нагие». О результатах поездки в лавру автор воспоминаний писал: «провели время очень весело и столь же весело едем обратно».
Макарова делала вывод: «композитор не испытывал в это время ни благоговения от прикосновения к святыням, ни даже суеверного страха. Вера в Бога и всё, что с ней связано, в те годы было для него мало актуально». Несколько по иному оценивает эти события Галина Сизко. Она ограничивалась лишь упоминанием школярства и детских шалостей композитора. Ольга Девятова писала, что в этот период своей жизни композитор поддался господствовавшим в 1860-е — 1870-е годы материалистическим воззрениям и относился к православной церкви, её теоретическим догматам и обязательным обрядам формально.
- Оптина пустынь
- Скит Валаамского монастыря
- Троице-Сергиева лавра
- Киево-Печерская лавра

### Кризис середины 1870-х годов
Новый этап Антонина Макарова относила к середине 1870-х годов и связывала с нарастанием «нравственных страданий» в связи с осознанием противоестественности своей сексуальной ориентации. Ключевым событием стала неудачная женитьба композитора. В связи с ней в письмах Чайковского появились упоминания возможности ухода в монастырь и посещения обедни в Исаакиевском соборе, которое сам композитор связывал с «потребностью в молитве» (это произошло в июле 1877 года, когда композитор приехал в Санкт-Петербург, чтобы познакомить свою невесту Антонину Милюкову с отцом). Чайковский в это время неоднократно пишет разным адресатам о Провидении, которое осуществляет опеку над ним. Ольга Захарова считала причины обращения Чайковского к религии многочисленными и разнообразными. Особо среди них она выделяла нарастание интереса к религии в российском обществе, а также две личные причины: неудачную женитьбу и последовавшую сразу вслед за этим неожиданную материальную помощь от Надежды фон Мекк, в чём композитор увидел руку Провидения, а также надежда на религию как на средство преодоления своих сексуальных склонностей, которые ощущались им в этот период как преграда на пути обретения счастья в личной жизни.
Галина Сизко объясняла изменение отношения Чайковского к религии двумя причинами:
- Творческие способности («Божий дар», по словам исследовательницы) композитора достигли расцвета (именно к этому времени относится создание «Евгения Онегина» и Четвёртой симфонии), что резко контрастирует с тяжёлым психологическим кризисом, в котором он пребывал. Чайковский, с точки зрения Сизко, видел в этом «Благой Божий промысел».
- Появление мецената в лице Надежды фон Мекк. По мнению Сизко, Чайковский трактовал это событие в духе народной мудрости — «Бог не поможет, но человека пошлёт»

В письме Надежде фон Мекк от 30 октября 1877 года Чайковский писал, что его разум «упорно отказывается от признания истины догматической стороны как православия, так и всех других христианских исповеданий». Он отвергает справедливость Божьего суда и признаётся в отсутствии веры в загробную жизнь, так как «совершенно пленён пантеистическим взглядом на будущую жизнь и бессмертие». С другой стороны, в этом же письме композитор пишет о «привычке с детства, вложенных поэтических представлениях о всём, касающемся Христа и Его учения». По утверждению Чайковского, это заставляет его «невольно обращаться к Нему с мольбою в горе и с благодарностью в счастье». Макарова считала, что религиозные взгляды композитора в это время находились «на стыке традиционного православия и пантеистических представлений о тождестве Бога и природы, близких к философской концепции Спинозы». Религиозные противоречия Чайковский пытался компенсировать философскими представлениями. Ольга Захарова характеризовала этот период как время «религиозных настроений» и «поисков примирения [с Богом]». Современник композитора Дмитрий Кайгородов посвятил целую небольшую книгу анализу текстов Чайковского, посвящённых природе (в первую очередь — русской), но не увидел в них даже намёка на пантеизм композитора.
Однако, когда композитор сталкивался с попытками близкого ему человека конструировать некую самостоятельную мировоззренческую систему, полностью отказавшись от религиозной веры, как это, например, делала Надежда фон Мекк, то сам он становился сторонником значительно более традиционных религиозных взглядов. В одном из писем фон Мекк, в ответ на изложение ею достаточно радикальных взглядов на религию, Чайковский писал, что с детства сохранил поэтические впечатления от церкви, часто посещает обедню (литургию Иоанна Златоуста он назвал «одним из величайших художественных произведений») и любит всенощное бдение. Композитор утверждал, что разум подсказывает ему, что загробной жизни не существует, но «чувство и инстинкт», напротив, требуют её признания.
Макарова писала, что Чайковский отдавал себе отчёт в отсутствии у него окончательно сложившегося отношения к религии. Она утверждала, что «душевные потрясения и обретение сознательной религиозности в 1878 году послужили импульсом для мистериальной трактовки сюжета об „Орлеанской деве“». Ольга Девятова так писала о взглядах композитора на религию в этот период: «Чайковский — типичный романтик: ищущий, сомневающийся, вечно неудовлетворённый, понимающий разумом возможность материалистического взгляда на мир, но не отказывающийся в своем вечном поиске от идеалистических воззрений, веры в Бога, в божественное предназначение человека и другие идеалистические идеи».
Галина Сизко характеризовала взгляды композитора на религию в это время как противоречивые, принадлежащие человеку, «уважающему верующих, любящему церковь, однако полному сомнений и себя к верующим безоговорочно не причисляющему». Для неё это время в жизни композитора — период «возвращения к мыслям о вере, о Боге». Советский музыковед Андрей Будяковский отмечал, что Чайковский в 1880 году, не питая никакого интереса к творчеству французского драматурга Пьера Корнеля и его современников, тем не менее восхищался его трагедией «Полиевкт», «в которой воспет долг, преданность монарху и церкви», и особенно «переживаниями и изменениями» одного из персонажей — Феликса, который в последнем акте становится христианином. Даже предназначенный для подростковой аудитории «Детский альбом» (1878), в котором раскрыт мир детских забав и игр, открывают и заключают две пьесы возвышенного и строгого характера — «Утренняя молитва» (№ 1) и «В церкви» (№ 24).
Доктор искусствоведения, главный научный сотрудник Российского института истории искусств Аркадий Климовицкий в статье «Чайковский и „Серебряный век“» писал, что в 1879 году Чайковский увлёкся творчеством русского религиозного философа Владимира Соловьёва и близкого к нему в религиозных взглядах правоведа и историка Бориса Чичерина. В письме Надежде фон Мекк 12 октября 1879 года композитор с восхищением писал под влиянием прочитанного у Соловьёва в книге «Критика отвлечённых начал»: «материя не имеет объективного существования и есть только явление, т[о] е[сть] результат действия наших чувств и ума. Действительно же существует только наша познающая сила, т[о] е[сть] разум».
Исследователь считал, что влияние символизма, характерного для Серебряного века, можно найти в опере Чайковского «Иоланта» и балете «Щелкунчик». Оба эти сочинения характеризуют особая духовность, возвышенность и некоторая недосказанность. В них есть сцены без внешнего действия, в которых основное внимание уделяется «ранее незамеченным деталям эмоциональной сферы и психологии персонажей». Климовицкий характеризовал эти сочинения композитора как религиозно-пантеистические утопии.

### Последнее десятилетие жизни
Новый этап формирования взглядов композитора на религию Антонина Макарова относила к 1880-м годам. В это время он обрёл в вере духовную опору и преодолел обуревавшие его духовные противоречия. Чайковский увлёкся «практикой религиозной жизни»: он постоянно рассуждал о богослужении и церковной музыке, сравнивал православное богослужение с другими христианскими конфессиями. В одном из писем к фон Мекк Чайковский писал: «Ежечасно и ежеминутно благодарю Бога за то, что Он дал мне веру в Него. При моём малодушии и способности от ничтожного толчка падать духом до стремления к небытию, что бы я был, если б не верил в Бога и не предавался воле Его». В Дневнике № 3 6 мая 1884 года Чайковский описывал ощущения от присутствия на богослужении: «Был у обедни. Был очень восприимчив к религиозным впечатлениям; почти всё время стоял со слезами на глазах. Меня всегда трогает до глубины души проявление простого, здравого религиозного чувства в простом народе (больной старик, мальчик 4-х лет, сам подошедший к чаше)».
В своей диссертации Макарова писала, что цитата от 21 сентября 1887 года в Дневнике композитора, записанная как отклик на страдания и смерть друга — Николая Кондратьева: «Как странно мне было читать, что 365 дней тому назад я ещё боялся признаться, что несмотря на всю горячность симпатических чувств, возбуждаемых Христом, я смел сомневаться в Его Божественности», оставляет почву для споров между исследователями по поводу религиозных взглядов Чайковского в его последние годы жизни. В дневнике за этот год речь заходит об особом мистическом переживании, возникавшем в душе композитора «внезапно и неожиданно» (в другом месте Макарова называла его «некое исключительное экзистенциальное переживание»). Композитор писал о некоем собственном «символе веры» и желании «когда-нибудь его сформулировать». Сама исследовательница считала, что этот символ веры он, «возможно, сформулировал в письме к K. P. за месяц до своей смерти». Важнейшей чертой религиозного мировоззрения Чайковского во второй половине 1880-х — 1890-х годов Макарова считала восхищение «евангельской идеей Божественной любви и милосердия». Она предполагала, что «примирение» композитора с Богом стало источником «обращения к мистериальному прообразу в последней опере Чайковского [«Иоланте»]».
Галина Сизко считала, что большую роль для обращения композитора к религии сыграла смерть в марте 1881 года старшего коллеги — Николая Рубинштейна, она, по мнению исследователя, даже поколебала доселе безоговорочное отрицание Чайковским загробной жизни. Именно к этому периоду Сизко относила появление у композитора интереса к теме греха и искупления. В его творчестве это выразилось, в частности, в том, что главными героями становятся отрицательные персонажи — Мазепа, Манфред, Герман. Для этих героев Чайковский ищет оправдания и находит его в любви. 
Макарова считала, что обращение композитора к вере произошло не в процессе размышлений, а в результате «откровения Богообщения». Подводя итог анализу этапов развития религиозных взглядов Чайковского, Макарова писала: «Пётр Ильич проходил свой жизненный путь не без Бога, но с Богом в душе, в искании Его, предстоянии Ему и переживании его живого присутствия в своей жизни», в своей жизни он руководствовался евангельским нравственным идеалом, а выраженная в его произведениях картина мира была «безусловно христианской».
Галина Сизко отмечала, что в этот период Чайковский нёс на себе тяжёлый груз «бед, трагических заблуждений, грехопадения». Он остро переживал свои вспышки злости, недобрые чувства во время игры в карты, испытывал потребность в покаянии и искуплении. Он восклицал: «Ах, какой я урод-человек!». По мнению исследователя, всё это вызывало «бурный духовный рост» композитора в 1880-е и в начале 1890-х годов. В дневниках композитора особо отмечаются субботние и воскресные дни, когда Чайковский присутствует на богослужениях в храмах города Клина. Галина Сизко отмечала, что он посетил все храмы города: Троицкий собор, Знаменскую церковь в Майданове, храм Успения, кладбищенскую церковь «Всех скорбящих радость». Особое почитание было у него по отношению к церкви Казанской иконы Божией Матери в селе Кленково, куда он отправлялся обязательно с подарком. Сизко предполагала, что это было связано с особым отношением композитора к соответствующей иконе. Иногда он присоединялся к певчим, иногда во время одного и того же богослужения перемещался из храма в храм, так как в Клину богослужения проходили в разное время.
Во время своей поездки в Грузию Чайковский посещал храмы Тифлиса, в Османской империи побывал в соборе Святой Софии в Константинополе, в европейских городах он посещал русские церкви и беседовал в них со священниками. В 1880 году, будучи в Италии, в Риме композитор побывал в соборе Святого Петра и церкви Святой Марии у лестницы за Тибром (в последней он присутствовал на католическом богослужении). На основе анализа Дневника № 8 композитора Сизко даже сделала вывод, что «Бог становится для Чайковского мерой всех вещей».
Духовником Чайковского был в это время до 1889 года (года своей смерти) его коллега по Консерватории протоиерей Димитрий Разумовский, по предположению Сизко, Чайковский также обращался за духовным руководством к будущему настоятелю Псково-Печерского монастыря Мефодию (Холмскому). Среди его частых собеседников в Клину был священник Михаил Извеков. Жители города рассказывали, что однажды композитор принёс потерявшего сознание Извекова к себе домой. Когда священник пришёл в себя, то спросил, где находится. Чайковский ответил: «В раю». На это удивлённый Извеков ответил новым вопросом: «А Вы что здесь делаете, Пётр Ильич?».
Георгий Ковалевский обращал внимание, что композитор лишь однажды упоминал имя популярного в то время проповедника и целителя Иоанна Кронштадтского. Он приводит цитату из Дневника Чайковского, где Иоанн Кронштадтский упоминается в одном ряду «с карточной игрой и чтением Библии»: «За ужином Саша рассказывала про священника о. Ивана, совершающего теперь чудеса в Петербурге. Винт впятером: мне не везло, и я злился ужасно. Читал сейчас 1-ю книгу Царств».
Когда Чайковский умирал, то его брат Николай послал за священником Исаакиевского собора, чтобы тот по православному обычаю принял исповедь и причастил умирающего Святых Даров. Священник застал композитора в бессознательном состоянии, поэтому ограничился тем, что «прочёл только громко и ясно отходные молитвы, из которых, по-видимому, ни одного слова не доходило до его [Петра Чайковского] сознания». После смерти Чайковского прошли многочисленные панихиды, а 28 октября 1893 года после отпевания в Казанском соборе он был похоронен на Тихвинском кладбище Александро-Невской лавры. Отпевание проводил епископ Нарвский Никандр, среди песнопений исполнялись и фрагменты из «Литургии Святого Иоанна Златоуста» покойного: «Верую» и «Тебе поём».

### Версия Ольги Захаровой об эволюции взглядов Чайковского после 1887 года
В отличие от Макаровой, которая распространяла заключительный этап формирования религиозных взглядов композитора на последние десять лет его жизни, кандидат искусствоведения Ольга Захарова «ортодоксальным», по её словам, считает только период, охватывающий 1884 — первую половину 1887 года. Доказательство этой «ортодоксальности» она видит в резкой смене композитором места и образа жизни: он переезжает в Подмосковье, регулярно посещает церковь (по субботам, воскресеньям и в праздничные дни), по утрам читает Библию, вырабатывает твёрдый режим дня. В 1887 же году, с точки зрения Захаровой, происходит новый перелом, связанный с продолжительным и мучительным для композитора пребыванием рядом с умирающим другом — Николаем Кондратьевым. Особенностями заключительного периода отношения к религии, который она выделяет в своей статье, стали отход от ряда традиций православия и выработка собственного «символа веры». Композитор при чтении книги Льва Толстого «В чём моя вера?» выделяет фрагменты с критикой догматов о воскресении и бессмертии, резко отрицательно высказывается о догмате возмездия, не видит смысла в молитвах. Захарова отмечала, что эта негативная позиция по отношению к данным догматам легко прослеживается и при анализе помет композитора в Библии после 1887 года.
Захарова сделала вывод, что Чайковский в это время сосредоточился только на нравственной стороне учения Христа, не смог преодолеть своих сомнений в догматике и, по её словам, «в целом отошёл от православия». Именно с этим она связывала отказ композитора от создания новых произведений для церковного обихода, который был осуществлён именно в 1887 году. По мнению Захаровой, Чайковский стал склоняться к позиции в религиозном вопросе, характерной для Эрнеста Ренана и Бенедикта Спинозы, работы которых он усердно стал изучать. Сама исследовательница характеризует её как пантеистическую, но отмечает, что при всех своих стараниях Чайковский так и не смог сформулировать в окончательной форме тот символ веры, о котором он с надеждой писал. Захарова отмечала, что в этот период Чайковский был согласен с учением Спинозы о земном происхождении идей добра и зла, а также греха и праведности. По мнению исследователя, композитор в это время отверг вслед за Спинозой и идею «вочеловечивания Бога».
В последние годы жизни Чайковский увлёкся чтением работ французского писателя Гюстава Флобера. По мнению Захаровой, Чайковский разделял идеи Флобера об ошибочности догмата об искуплении и о принципиальной неразрешимости тех «роковых вопросов бытия», ответы на которые даёт любая традиционная религия и практически каждая философская система. Захарова отмечала влияние именно этих взглядов композитора на светские сочинения последнего периода его жизни. С одной стороны, ключевой мыслью в них становится идея любви и всепрощения. С другой стороны, эти произведения чётко делятся на «светлые» («Спящая красавица», «Иоланта») со сказочными и далёкими от реальной жизни сюжетами, в которых воплотилось стремление Чайковского к Абсолюту, и «тёмные» («Пиковая дама», Шестая симфония), в которых господствует дух сомнения и отрицания.
Точка зрения Захаровой не является новой и оригинальной. Ещё в 1968 году советский искусствовед Надежда Туманина писала: «в конце 80-х годов вера для Чайковского не была исповедованием традиционной христианской религии. Он давно уже отказался от поисков обновления христианской религии и принял „религию природы“».
Доктор искусствоведения Галина Сизко, напротив, отмечает, что с 1887 года, под влиянием смерти Николая Кондратьева и 26-летней племянницы Татьяны Давыдовой, Чайковский записи своих сочинений начинает обращением к Богу: «Господи благослови!», а заканчивает благодарностью Господу: «Господи, благодарю Тебя!» (в эскизах Шестой симфонии), «Благодарю Бога!» (в эскизах «Пиковой дамы»), «Слава и благодарность Богу!» («Спящая красавица»). Сизко цитировала священника Михаила Фортунато, который считал Шестую симфонию «духовным завещанием композитора, написанным человеком, верующим в божественность Христа и его воскресение». Она разделяла точку зрения Фортунато на использование Чайковским во вступлении к Первой части ритмоинтонаций православного Трисвятого, а в маршевой теме Третьей части — тропаря Воскресению Христову. Сизко писала, что в эти годы «Чайковский внешне как будто делает шаг в сторону от православия», но объясняла его интерес к сочинениям Спинозы и Ренана элементарным любопытством, а также импульсивностью и противоречивостью натуры композитора.

## Духовные сочинения Чайковского

### Чайковский и церковная музыка его времени
В статье Елены Борисовой и Натальи Погореловой утверждается, что Чайковский в детстве, юности и зрелом возрасте на постоянной основе не пел в церковном хоре и не руководил им. Единственным исключением стало участие в исполнении отдельных церковных песнопений в составе церковного хора под руководством крупного хорового дирижёра Гавриила Ломакина в Императорском училище правоведения. Известно только, что будущий композитор в младщих классах исполнял трио «Είς πολλά έτη, δέσποτα» ( (рус. «На многая лета, владыко»)), а в возрасте 14 лет спел трио «Да исправится молитва моя…». Митрополит Иларион (Алфеев), напротив, сделал вывод, что «в течение девяти лет учебы Чайковский пел в училищном хоре». Однако Галина Сизко утверждала, что Чайковский в годы обучения в Императорском училище правоведения «регентовал» (!) в местном хоре. По её словам, Гавриил Ломакин разрешал ему исполнять обязанности регента во время архиерейской службы «как самому достойному». Андрей Будяковский считал, что большого значения для Чайковского его занятия с Ломакиным не имели. Ломакин заботился о качестве исполнения хора в целом, поэтому не мог обращать внимания на музыкальное развитие отдельного ученика, репертуар хора не был разнообразен, старательно готовясь к занятиям, Чайковский вряд ли уделял много времени церковным службам и репетициям. Другую точку зрения высказывал Леонид Сидельников: «Видимо, в этих многолетних певческих занятиях в училище следует искать истоки удивительного проникновения будущего композитора в органику и сущность вокального исполнения».
Наиболее подробно рассказывал о музыкальных занятиях будущего композитора в Училище правоведения его одноклассник Фёдор Маслов. По словам Маслова, он на постоянной основе с первого дня пребывания в учебном заведении был певчим в местном хоре. Сначала Чайковский был запевалой вторых дискантов, а позже был переведён в альты. Осенью 1858 года он был назначен регентом (по традиции эти обязанности исполнял ученик самого старшего — I класса, а не преподаватель). Чайковский пробыл регентом только 2 месяца и был заменён, так как «не проявил ни умения, ни охоты командовать». Во время преподавания в Московской консерватории композитор написал «Краткий учебник гармонии, приспособленный к чтению духовно-музыкальных сочинений в России» для церковных певчих.
Чайковский предпочитал монастырские службы, богослужения в Успенском соборе Московского Кремля и в Храме Христа Спасителя. Композитор посещал богослужения в Киево-Печерской лавре и отмечал, что там они проводятся по древней национальной традиции — «без нот, и следовательно, без претензий на концертность». Про такое исполнение он писал: «самобытное, оригинальное и иногда величественно прекрасное богослужебное пение!». Вместе с тем он отмечал, что общество отвергает эту традицию и восхищается манерой церковного пения, которая восходит к европейской традиции (итальянское «сладкогласие»). Чайковский писал о таком отношении публики: «Меня это оскорбляет и раздражает до последней степени». В 1874 году Чайковский вступил в Общество любителей древнерусского искусства, среди целей которого было собирание и исследование произведений древнерусской церковной музыки.
В письме, направленном Чайковским епископу Курскому и Белгородскому Михаилу (Лузину), композитор чрезвычайно резко высказывается о современных сочинениях, исполняемых в то время в приходских храмах Российской империи, описывая собственные впечатления от присутствия на одном из богослужений.

Певчие… стали, собравшись с силами, исполнять бездарно-пошло сочинённый, преисполненный неприличных для храма вокальных фокусов, построенный на чужой лад, длинный, бессмысленный, безобразный концерт, я чувствовал прилив негодования, которое чем дальше пели, тем больше росло. То гаркнет диким ревущим рыканием бас соло, то завизжит одинокий дискант, то прозвучит обрывок фразы из какого-то итальянского трепака, то неестественно сладко раздаётся оперный любовный мотив в самой грубой, голой, плоской гармонизации, то весь хор замрёт на преувеличенно тонком пианиссимо, то заревёт, завизжит во всю глотку…
Чайковский писал, что основанием музыкальной традиции католической церкви является григорианское пение, протестантской — хорал. Благодаря этому католическая и протестантская музыкальная традиции представляют собой «нечто законченное и завершённое». Композитор с горечью писал, что «мы на наших церковных мелодиях ничего не воздвигли». Чайковский отмечал близкое сходство между григорианским пением (композитор приобрёл в Париже целый сборник таких песнопений) и древнерусским: «отсутствие определённого, симметрического ритма, такта, построение… на диатонических греческих гаммах». Хоралы, с его точки зрения, гораздо дальше стоят от православной музыкальной традиции. Чайковский предлагал применить к «нашей музыке» опыт католических музыкантов — «творцов строгого стиля».
Основатель и художественный руководитель ансамбля Archangel Voices, основатель и президент издательства Musica Russica, консультант музыкального отдела Православной церкви в Америке Владимир Морозан в статье «Чужак в чужой стране: Чайковский как композитор церковной музыки» утверждал, что роль Чайковского в русской церковной музыке невозможно переоценить. Чайковский сыграл ключевую роль в зарождении и расцвете «новой русской хоровой школы». Он был активен в церковной музыке одновременно на нескольких фронтах: он — первый композитор крупного масштаба со времён Дмитрия Бортнянского, проявивший интерес к ней, он вёл переписку с крупными фигурами в этой сфере (среди них музыковед протоиерей Димитрий Разумовский, композиторы Милий Балакирев, Сергей Танеев), написал музыку к двум важнейшим службам православного богослужебного цикла — Литургии Иоанна Златоуста и Всенощному бдению, фактически создал два основных стилистических направления, которым следовали русские композиторы впоследствии: свободная композиция (в Литургии) и полифонизация традиционных литургических песнопений (в его Всенощной). Деятельность Чайковского укрепила роль светского композитора в русской православной литургической музыке, но последствия этого факта были двоякими. Русскими композиторами в первые два десятилетия XX века были созданы несколько тысяч новых произведений, но литургия стала в результате этого более чем когда-либо прежде похожа «на концертное выступление с прихожанами в качестве пассивной „аудитории“» — это привело к ещё большему отходу от тех древних традиций, которые Чайковский стремился восстановить.

### Литургия Святого Иоанна Златоуста
«Литургия Святого Иоанна Златоуста» была написана композитором в 1878 году и опубликована Юргенсоном в январе 1879 года. Сочинение большого произведения заняло короткий срок с мая по июль месяц в 1878 году. После выхода её из печати произошёл скандал. По закону за состояние церковной музыки в стране отвечала Императорская певческая капелла Санкт-Петербурга, которую возглавлял скрипач и композитор Николай Бахметев. Сочинение Чайковского вызвало возмущение Бахметева, который обратился к обер-полицмейстеру с требованием конфискации напечатанных экземпляров и привлечении издателя к юридической ответственности. Юргенсон довёл дело до суда и выиграл его, но «Литургия Святого Иоанна Златоуста» Чайковского была запрещена к исполнению в церковном обиходе и могла исполняться исключительно на концертной сцене. Запрет был снят только после смерти композитора. В интерпретации Елены Борисовой и доцента кафедры музыки Костромского государственного университета Натальи Погореловой Бахметев считал саму Литургию Чайковского «непригодной и недопустимой при богослужении». Против исполнения Литургии в Москве выступил епископ Можайский, временно управлявший Московской епархией Амвросий (Ключарёв), который считал её католической по своей природе. Он писал: «песнопения божественной литургии были взяты г. Чайковским только в виде материала для его музыкального вдохновения… высокое достоинство песнопений и уважение к ним нашего народа были для него только поводом приложить к ним свой талант».
Современник Чайковского Антонин Преображенский писал о Литургии Чайковского: «„Литургия" представляет собою, по меткому отзыву одного из музыкальных критиков, скорее „работу добросовестнаго художника", в которой заметна опытная набитая рука, вкус и чувство приличия, чем могучее вдохновение (слова Лароша). Напрасно, следовательно, мы стали бы искать в этом произведении источник могущественного действия на сердце молящихся».
В своём сочинении Чайковский выступил против торжественности концертного стиля и романсной чувствительности, характерной для церковной музыки его времени. Он считал, что возрождение русской церковной музыки связано с «возвращением к седой старине». Смысл этого он видел в использовании и адаптации древних напевов. Своё сочинение композитор считал переходной ступенью к новой церковной музыке в России. Сама Литургия Чайковского, по мнению современных музыковедов, — действительно принципиально новое произведение для эпохи Чайковского. Она — первое после Дмитрия Бортнянского обращение крупного русского композитора к музыке для исполнения в церкви. Кроме этого, если прежде композиторы ограничивались сочинением только отдельных фрагментов богослужения, Чайковский написал музыку ко всему богослужению, однако избрал краткий вариант, допускающий пропуски ряда традиционных песнопений. Галина Сизко обращала внимание, что в этом произведении Чайковский отказался от использования канонических мелодий древних распевов и опирался на свой собственный опыт прихожанина и церковного певчего.
Песнопения Литургии выдержаны в гомофонно-гармоническом стиле, но иногда звучат и фрагменты в имитационно-полифоническом («Достойно есть», «Хвалите Господа с небес»). Отсутствует сольное пение. Все песнопения исполняются полным составом хора, однако присутствуют короткие переклички женской и мужской его групп в возгласах «Господи, помилуй» и в «Херувимской песни». Отдельные интонационные переклички частей придают всей Литургии целостность. По мнению Борисовой и Погореловой, музыка, вопреки заявлениям самого композитора, носит личный и лирический характер.

### «Всенощное бдение»
Сочиняя «Всенощное бдение», Чайковский обратился к Юргенсону с просьбой прислать «Историю церковной музыки» исследователя средневековой музыки и палеографа Дмитрия Разумовского и «Краткое изложение всенощной для мирян», если таковое действительно когда-либо издавалось, в чём у композитора существовали сомнения. Георгий Ковалевский обращал внимание, что в библиотеке композитора отсутствовала «святоотческая и богословская литература». Также Чайковский обратился к священнику Александру Тернавичу, дочерям которого он помог поступить в Консерваторию, с просьбой прислать перечень неизменяемых песнопений для Всенощной. Этот перечень он получил 21 июня 1881 года. Вариативность Всенощной в сравнении с Литургией больше, и Чайковский пытался создать образцово стройную форму этого богослужения. Впоследствии он вспоминал: «до чего я мучался и терялся в лабиринте наших богослужебных книг!», «люди, работавшие над нашим Обиходом… были порядочно бестолковы и не держались никакой системы». Наиболее авторитетным консультантом в работе над Всенощной стал для Чайковского его ученик Сергей Танеев.
Сравнивая своё новое произведение с Литургией, Чайковский писал: «Я хочу не столько теоретически, сколько чутьём артиста до некоторой только степени отрезвить церковную музыку от чрезмерного европеизма…». В одном из писем он утверждал: «В Литургии я совершенно подчинился моему собственному артистическому побуждению. Всенощная же будет попыткой возвратить нашей церкви её собственность, насильно от неё отторгнутую. …Я являюсь в ней вовсе не самостоятельным художником, а лишь перелагателем древних напевов». Композитор пытался воспроизвести «национальный, „первобытный строй“… первообраза литургической музыки», сохранить древние церковные напевы. Например, в песнопении «„Господи, помилуй“ и другие краткие молитвословия» композитор использует стилистику киевского и знаменного распевов.
Антонин Преображенский оценивал Всенощную положительно, но отмечал три её недостатка: мелодия для композитора оказалась на втором месте в соотношении с гармонизацией, жёсткость и непрозрачность голосов, а также высокий диапазон голосов. Исследователи считают, что Чайковскому удалось создать произведение, которое послужило образцом для многих Всенощных бдений русских композиторов ХIХ — начала XX века.
Все песнопения Всенощной Чайковского являются переложениями — гармонизациями традиционных распевов знаменного, киевского и греческого. Каждому из них уделено композитором примерно одинаковое место. При этом он не ограничился гармонической обработкой напевов, а создал на их основе цельную и сложную композицию, достаточно свободно интерпретировал древние мелодии. Впервые произведение было исполнено в июне 1882 года в зале Промышленной выставки в Москве. Оно не получило широкого распространения. Среди причин этого исследователи называли: 
- Для концертного зала стиль Всенощной является слишком строгим, а сама она однообразна, для клироса же партитура Всенощной избыточно трудна и утомительна для исполнения.
- «Мелодии перегружены обилием „ладовой“ гармонии».
- В гармонизации «слишком заметно лежит отпечаток не „византийского“ стиля, о котором так хлопотал Пётр Ильич, а скорее отпечаток личной манеры, свойственной всем его сочинениям».

### «Девять духовно-музыкальных сочинений»
Церковные произведения, сочинённые после Всенощной, вошли в сборник «Девять духовно-музыкальных сочинений» для четырёхголосного смешанного хора без сопровождения (ноябрь 1884 — апрель 1885). Эскизы к произведениям из сборника хранятся в Доме-музее в Клину (кроме № 3 и 5), авторская рукопись — в Государственном центральном музее музыкальной культуры имени М. И. Глинки (ф. 88, № 125). Впервые он был издан в 1885 году Юргенсоном. Авторское переложение для хора и фортепиано Юргенсон издал в том же году. Галина Сизко связывала создание сборника с пожеланием Александра III, чтобы композитор «сочинил что-нибудь для церкви». Композитор приступил к работе, направляясь за границу к умирающему другу и коллеге скрипачу Иосифу Котеку.
«Девять духовно-музыкальных сочинений» состоят из песнопений разных типов богослужений, которые написаны для большого смешанного хора, — повседневной, заупокойной, пасхальной Литургии, великопостной Литургии и Всенощного бдения. Сборник  включает в себя: три «Херувимские», «Достойно есть», «Тебе поем», «Отче наш», «Ныне силы небесныя», «Да исправится», «Блажени, яже избрал». В этом сборнике Чайковский вернулся к свободной манере музыкального письма. Песнопения «Тебе поем», «Достойно есть», первая из трёх «Херувимских» сочинены им по заказу императора Александра III для Придворной певческой капеллы. Для них характерны чистая диатоника, отсутствие септаккордов, канонические имитации. Вторая «Херувимская» имеет ритм менуэта и воспринимается как стилизация «под Бортнянского». Третья «Херувимская» написана в характере канта и продолжает традицию церковного многоголосия «с терцово-секстовыми параллельными ходами голосов». Хор «Да исправится молитва моя» не содержит даже цитат из обихода или древних распевов.
Галина Сизко предложила два варианта объяснения сразу трёх «Херувимских» в сборнике: это могли быть варианты для разных богослужений или композитор «особенно любил состояние души, возникающее во время этого песнопения, подводящего к главной части литургической службы». Сам Чайковский никак не пытался разъяснить этот факт, что Сизко прокомментировала следующим образом: «иногда о самом глубинном и любимом [композитор] умалчивал».

### «Ангел вопияше»
«Ангел вопияше» — последнее духовное сочинение Чайковского. Оно было создано 17 февраля 1887 года по заказу руководителя хора Русского хорового общества в Москве Ивана Попова. Борисова и Погорелова воспринимали его как итог и кульминацию духовного творчества Чайковского. В нём, по их мнению, «органично объединяются находки композитора в плагальном диатоническом последовании гармоний, в контрасте сложных полифонических зпизодов с красочными плоскостями многооктавных аккордов, в чередовании выразительных мелодических взлётов со сдержанной хоровой речи грацией». Галина Сизко также называла это произведение лучшим в духовном хоровом наследии композитора. Сочинение впервые издано Юргенсоном в 1906 году, оригинал его хранится в собрании Дома-музея в Клину (ш. А, а1, № 101, папка XXIX).

### Неосуществлённые «Страсти Господни»
В письме к К. Р. (под этим псевдонимом публиковал свои произведения великий князь Константин Константинович) от 15 октября 1889 года Чайковский упоминает, что «сам пытался коротенькие Евангельские тексты переложить на стихи». Композитор пишет далее, что больше всего ему, однако, хотелось переложить уже не в стихи, а на музыку слова Христа «Приидите ко Мне, все труждающиеся и обременённые». Все эти попытки не увенчались успехом. Чайковский предлагал К. Р. взять Страсти в качестве сюжета для собственного крупного произведения. В другом письме, направленном К. Р., Чайковский отказывается по просьбе адресата написать Реквием на смерть своего друга Апухтина, умершего в августе 1893 года, так как в тексте заупокойной много упоминаний о Боге-Судье и Мстителе («В Реквиеме много говорится о Боге-судии, Боге-карателе, Боге-мстителе (!!!). Простите, Ваше высочество, — но я осмелюсь намекнуть, что в такого Бога я не верю, или, по крайней мере, такой Бог не может вызвать во мне тех слёз, того восторга, того преклонения перед создателем всякого блага, которые вдохновили бы меня»), а сам он мечтает написать сочинение на слова «Приидите ко Мне, все труждающиеся и обременённые» и «Ибо иго Моё сладко и бремя Моё легко». В этих словах он отмечает любовь и жалость к человеку, а также «безконечную поэзию».
Рассказывая о неосуществлённом замысле композитора, Сизко писала: «Остаётся лишь сожалеть, что нет в музыке русских „Страстей“, написанных Чайковским». В 1912 году К. Р. завершил, а в 1914 году представил на сцене Эрмитажного театра стихотворную драму «Царь Иудейский».

## Историография темы

### Дореволюционное музыковедение и мемуаристика
Вопрос о религиозных взглядах Чайковского лишь бегло затрагивается в воспоминаниях его друзей — Николая Кашкина, Германа Лароша, Ивана Клименко, а также брата композитора — Модеста. Они не ставили перед собой задачу целостной характеристики взглядов Чайковского по этой теме.
Большую роль для анализа религиозных взглядов композитора имеет его переписка с Надеждой фон Мекк. Почётный профессор Санкт-Петербургского лесного института Дмитрий Кайгородов не был знаком с Чайковским лично, но на основе биографии, изданной его братом Модестом, попытался проанализировать отношение Чайковского к природе, бегло затрагивая в том числе и проблему религиозных взглядов Петра Ильича. В основе его книги лежит большой доклад, прочитанный в 1907 году на заседании Литературно-художественного кружка имени Якова Полонского.
Исследование церковных сочинений композитора в русле русской православной музыкальной традиции сразу после его смерти предпринял законоучитель Таганрогских городских училищ Донской области, а в советское время — научный сотрудник Разряда истории музыки ленинградского Института истории искусств, профессор древнерусской музыки в Ленинградской государственной консерватории Антонин Преображенский.

### Советский период
Анализ данной темы присутствует в академических монографиях и статьях советских музыковедов. Светлана Петухова в книге «Библиография жизни и творчества П. И. Чайковского. Указатель литературы, вышедшей на русском языке за 140 лет 1866—2006» утверждала, что после установления советской власти трактовка личности и творчества композитора изменилась: «стереотипная формула „православие — самодержавие — народность“ постепенно подменялась теперь схожей, но отнюдь не идентичной: „государственность — народность — реализм — оптимизм“». Возник советский миф о Чайковском, но «составляющие этого мифа, по сути, также наследовали системе взглядов на творчество композитора, сложившейся в царской России». Решающую роль в новой трактовке композитора Петухова приписывала академику Академии наук СССР, народному артисту СССР, лауреату двух Сталинских премий Борису Асафьеву.
Асафьеву принадлежали лишь отдельные и достаточно краткие высказывания о мировоззрении и конкретно религиозных взглядах композитора или косвенно связанных с ними проблемах. Так, например, в своей книге о Чайковском, изданной в 1922 году под псевдонимом «Игорь Глебов», Асафьев писал: «Как ни мечтал Чайковский быть похороненным в селе Фроловском, близ Клина, в недрах обожаемой им природы русской, Петербург не выпустил его от себя и схоронил в неуютном углу тесного кладбища». Характеризуя две крупные партитуры, созданные Чайковским для православных богослужений, искусствовед писал: «Сочинения этого периода… напоены и странным для Чайковского напыщенным подъёмом… и будто бы религиозным усердием».
Советский музыковед Андрей Будяковский осторожно писал, что, судя по дневникам композитора, он был «не чужд „разговорам о религиях и о будущей жизни“», «для него характерно постоянное метание в поисках прочных жизненных устоев и символов веры» и «в мировоззрении Чайковского… было много неопределенного и противоречивого», но, по мнению исследователя, композитор жил интенсивной жизнью «общественного деятеля и музыканта-пропагандиста», которая погружала его в жизненный водоворот и творчество. Советский музыковед утверждал, что свою Литургию Чайковский сочинил по заказу издателя Петра Юргенсона, на самом же деле, в это время композитор «явно ощущал разрыв с учением православной церкви», хотя и признавал, что в ней «много поэтической прелести». Будяковский писал, что в 1890—1893 годах «Исповедь» Льва Толстого не отвечала духовным запросам Чайковского, гораздо больше ответов на свои вопросы он нашёл в книгах Жан-Жака Руссо, Гюстава Флобера и Бенедикта Спинозы. В какой-то момент Чайковский был готов отойти от свойственного ему атеизма, но теперь, всегда будучи далёк от догматов христианства, он особенно отрицательно относился к внешней, обрядовой её стороне. Композитор всё больше склонялся в пользу пантеизма.
Доктор искусствоведени Юлий Кремлёв в монографии «Симфонии П. И. Чайковского», вышедшей в 1955 году, сформулировал своё отношение к проблеме в следующих словах: «Мысль Чайковского, хотя и тяготевшая временами к религии, всё-таки настойчиво пыталась в художественных образах обходиться без бога, одним лишь человеком, его страстями и событиями его реальной жизни».
Арнольд Альшванг писал о скептической оценке Чайковским религиозно-философских взглядов Льва Толстого, а также о «постоянных колебаниях и сомнениях» композитора по отношению к религии. Исследователь считал, что он пытался найти альтернативу религии в философских взглядах Бенедикта Спинозы. В своей книге о композиторе Альшванг писал о временном обращении композитора к религии в начале 1880-х годов, которое совпало с периодом утверждений Чайковского о необходимости искоренения «бессмысленного революционерства» в России. Автор книги восклицает: «в каком плену было его сознание!» Такие умонастроения породили и религиозный характер написанной в то время оперы «Орлеанская дева» (1881), которая «местами напоминает церковную мистерию». Автор книги отмечал активный интерес Чайковского к сочинениям Спинозы, но в опере «Иоланта», по мнению Альшванга, «материалистические по своему существу положения философии Спинозы истолкованы в религиозном духе». Любовь главных героев оперы Водемона и Иоланты носит «подчёркнуто религиозный характер». Воплощение в опере этих идей Альшванг считал неубедительным.
Кандидат искусствоведения Михаил Блок в статье «Неизданные пометы П. И. Чайковского на публицистическом произведении Л. Н. Толстого» писал о композиторе: «он верил в вечность природы, в бесконечный процесс её развития и был убежден в материальности мира, в материальности человека, в котором видел одно из явлений природы». Исследователь утверждал, что материалистические убеждения композитора с годами только укреплялись и сохранились у него до последних дней жизни. Блок обращал внимание, что, делая пометы, Чайковский помечает вопросительными знаками именно те места «Исповеди», где Толстой воспринимал религию как руководительницу человеческого разума, принижая роль науки и философии. Вместе с тем исследователь отмечал непоследовательность мировоззрения Чайковского и связывал её с тем, что тот «не мог до конца освободиться от религиозных чувств, воспитанных в нём с детства».
Биограф Чайковского, литературный редактор (позднее — заведующий отделом) журнала «Советская музыка» Иосиф Кунин считал, что композитора охватили религиозные чувства только «в трудной и тёмной полосе его жизни» (конец 1870-х годов), когда он «мучительно пробует вернуться к давно утраченной простодушной вере детских лет». В конце жизни, по мнению Кунина, Чайковский полностью отверг идею «личного бога», доступного молитвам и способного вмешиваться в жизнь человека, и создал некую неизвестную нам «положительную систему взглядов» (она так и осталась незаписанной). Её композитор называл «своей религией». Кунин обращал внимание, что в программе Пятой симфонии Чайковский записал фразу: «Не броситься ли нам в объятья веры???» (исследователь делал акцент на трёх вопросительных знаках), но эта проблема осталась за рамками воплощения замысла симфонии, сохранившись только в черновике. Увлечение композитора идеями Спинозы Кунин трактовал как отказ и от веры, и от скептицизма.
Иосиф Кунин обращал внимание, что анализировать внутренний мир «сложной и богатой душевной жизни» композитора тяжело. Чайковский не впускал в него даже наиболее близких ему людей. Сам Чайковский слабо осознавал
протекавшие в этом мире процессы, и тем более не желал делиться своими переживаниями и мыслями. Кунин цитировал близкого друга композитора и коллегу по Московской консерватории Николая Кашкина, который писал: «немногим лишь и очень редко доводилось проникнуть в глубокие тайники его души, где он стыдливо прятал свои дорогие мечты и чувства».
Кандидат искусствоведения Александр Должанский в книге «Симфоническая музыка Чайковского. Избранные произведения», вышедшей первым изданием в 1965 году, писал, что в жизни отношение Чайковского к религии было «противоречиво и изменчиво». Иногда он был охвачен религиозными настроениями, но в мыслях композитор никогда не мог «подчиниться» религии. В зрелые годы он продолжал ходить в церковь с целью услышать пение. Богослужение, по утверждению советского искусствоведа, привлекало его именно своей музыкальной стороной, отвлекало от забот и приносило покой, но религиозное учение «было ему органически чуждо». В музыке Чайковского разрыв с церковной догматикой обнаруживается даже в гораздо большей степени. В сочинениях композитора «религиозное начало выступает либо как негодное средство успокоения мятущейся души, либо… как один из основных и наиболее сильных и лицемерных врагов человека, мешающих ему достичь счастья», так как сковывает стремление человека к счастью, требуя от него покорности, непротивления злу.
Кандидат искусствоведения Надежда Туманина в двухтомной монографии о жизни и творчестве композитора утверждала, что он был «внутренне… уверен в истинности материалистических основ». В первом томе «Путь к мастерству. 1840—1877», вышедшем в 1962 году, Туманина писала, что Чайковский «тяготел к позитивизму и материализму», но последовательным материалистом не был. По её мнению, композитора нельзя считать религиозным человеком, но «как художник» он не мог не ценить «поэтическую красоту православного обряда». Она утверждала: «ему дорога не религия, но красота церковного обряда, связи его с исконной русской стариной». По мнению Туманиной, Чайковский отвергал многие постулаты религии, но искал в вере «иллюзорное прибежище» от скептицизма. Основой мировоззрения композитора исследователь считала гуманизм. По утверждению Туманиной его мучало осознание «несоответствия христианской морали и поведения людей, якобы на неё опирающихся». Она признавала, что Чайковский много размышлял о проблемах религии и веры, а иногда его охватывала внезапно проявившаяся религиозность.
Туманина проанализировала отдельные высказывания Чайковского и сделала вывод о материалистическом понимании бытия композитором. Так, например, он утверждал: «мышление есть тоже физиологический процесс, ибо оно принадлежит к функциям мозга», «если есть будущая жизнь, то разве только в смысле неисчезаемости материи». В подобных рассуждениях Туманина видела влияние популярных в 1860-е годы философских течений, признававших основой духовной жизни людей физиологию, однако она настаивала, что композитор «никогда не впадал в вульгарный материализм».
Туманина утверждала, что истоки материализма композитора лежат «в постоянном труде, практическом изучении жизни, острой наблюдательности и глубоком уме» Чайковского. Именно они позволили ему преодолеть уже в годы юности идеалистические взгляды, которые насаждались в учебных заведениях той поры. Доктор искусствоведения, ведущий научный сотрудник сектора истории музыки Государственного института искусствознания Марина Раку писала, что Туманина из демократизма музыкального языка Чайковского, который невозможно оспаривать, вывела у композитора «тягу к позитивизму, материализму и арелигиозность, едва ли не атеизм».
Монография доктора искусствоведения Елены Орловой, изданная в Москве в 1980 году, использует для анализа мировоззрения композитора интерпретацию его пометок на книгах. Орлова пришла к выводу, что изучение философии Чайковским было вызвано «потребностью освободиться от религии, обрести в ней твёрдую, лишённую неразрешимых противоречий мировоззренческую почву». Утверждая, что композитор приравнивал Бога к природе или нравственному закону внутри человека, она приводила в качестве доказательства выдержки из писем 1877—1879 годов. Орлова игнорировала эволюцию религиозно-философских взглядов Чайковского.

### Современное российское музыковедение
Кандидат искусствоведения Ада Айнбиндер утверждала, что после 1991 года, когда цензура прекратилась и стали возможны различные точки зрения на личность и творчество композитора, мифологизация Чайковского продолжилась, но уже в новом направлении. Современный миф утверждает, что Чайковский — «неорганизованный неврастеник, страшно закомплексованный, крайне стеснительный, плохой дирижёр, умер от чего угодно, только не от холеры», «возникают самые невероятные легенды и версии, их авторы рассказывают о несуществующих в природе документах или выдергивают из контекста цитаты, которые вообще относились к другому времени, к другим проблемам или людям». Задача современного музыковедения — «вернуться к настоящему Чайковскому».
Кандидат искусствоведения и сам композитор Леонид Сидельников, автор монографии о композиторе, вышедшей в 1992 году, считал, что не следует преувеличивать значение религиозности композитора: «Чайковский хотя нередко в письмах разных лет предавался размышлениям о вере, тем не менее вопросы религии и мистицизма не очень волновали его». Композитор всегда возвращался к земному бытию, а «Веру он воспринимал с человеческой, гуманистической стороны, как часть духовной жизни людей, как возможность постигнуть через христианское учение силу добра, красоту и гармонию мироздания».
Ряд статей был посвящён в 2000-е годы «эзотерическому» элементу в биографии и творчестве Чайковского. Так, композитор и музыковед Валерий Соколов установил связь деда композитора Андрея Ассиера с видными русскими масонами.
Статья кандидата искусствоведения Ольги Захаровой в журнале «Наше наследие» была посвящена анализу пометок Чайковского в принадлежавшем композитору экземпляре Библии. Исследовательница сделала вывод, что Чайковский одновременно читал Новый и Ветхий Завет. Об этом, с её точки зрения, говорят две закладки, сохранившиеся в тексте книги. Тринадцать засушенных цветов и птичье перо, обнаруженные в книге, она восприняла как иллюстрацию к записи, сделанной композитором 4 августа 1886 года: «…слава Богу, я стал снова вполне доступен общению с природой и способности в каждом листке и цветочке видеть и понимать что-то недосягаемо-прекрасное, покоющее, мирящее, дающее жажду жизни». Книга была издана в 1878 году в Вене Обществом по распространению Библии. В издании 75 (!) дат, которые были проставлены композитором в процессе чтения. До этого он отмечал прочитанное крестиками. Первая дата приходится на 11 сентября 1885 года (на странице 534 в Ветхом Завете и на 91 странице в Новом), а последняя — на 3 ноября 1892 года. Наиболее интенсивным интерес Чайковского к книге был в 1886 году — 49 пометок.
Захарова считала, что Чайковский приступил к систематическому чтению Библии в Подмосковье в «спокойной домашней обстановке». Начал он с Евангелия от Луки, затем внимательно прочитал Евангелие от Иоанна, а после его окончания 19 января 1886 года композитор вернулся к началу Нового Завета и принялся его читать параллельно с Ветхим Заветом. По свидетельству брата Модеста, Чайковский вставал между семью и восемью часами, а между восемью и девятью — пил чай (обычно без хлеба) и читал Библию. Чтение было систематическим, но не ежедневным. Оно осуществлялось два или три раза в неделю, нарушение выработанного порядка было связано с поездками композитора. По ходу чтения Чайковский расставлял вопросительные и восклицательные знаки, подчёркивал отдельные фразы, делал примечания к тексту. Одновременно с Библией он читал и книги о христианстве — труды Эрнеста Ренана и Льва Толстого.
Сопоставляя пометы в тексте Библии и записи в дневниках композитора, Захарова обратила внимание на различие в отношении Чайковского к Новому и Ветхому Заветам («Какая бесконечно глубокая бездна между Старым и Новым Заветом»), к Богу-отцу («я хотя и пресмыкаюсь перед ним, но любви нет!») и Богу Сыну («Христос, напротив, возбуждает именно и исключительное чувство любви. Хоть Он и Бог, но в то же время и человек»). Практически без изменений наблюдения и выводы Захаровой воспроизвела в своей кандидатской диссертации «Личная библиотека П. И. Чайковского как источник изучения его творческой биографии» (2010) Ада Айнбиндер.
В 2016 году на Первом международном съезде церковных регентов доклад «Пётр Ильич Чайковский и сегодняшние проблемы церковного пения» прочитал доктор философских наук и доктор богословия митрополит Волоколамский Иларион. В его представлении «Религиозность Чайковского была искренней и сердечной. В отличие от многих представителей артистического сообщества своего времени, он был не просто верующим, но ещё и глубоко воцерковленным человеком».
Кандидат искусствоведения, научный сотрудник Российского института истории искусств Георгий Ковалевский посвятил статью анализу большого письма, направленного Чайковским в 1882 году епископу Курскому и Белгородскому Михаилу (Лузину) (это письмо было опубликовано в Полном собрании сочинений Чайковского в 1966 году). По словам автора статьи, композитор утверждал, что отсутствие внимания со стороны церкви к музыкальной эстетике наносит ущерб православию, усиливая у интеллигенции его негативный образ. Чайковский также изложил в этом письме свои взгляды на музыку православного богослужения. Композитор не получил от церковного иерарха ответ на своё послание.
Доктор культурологии Ольга Девятова в статье «„Исповедь“ Л. Н. Толстого и культурфилософские воззрения П. И. Чайковского» (2017) сопоставила поиски двумя деятелями русской культуры ответов на вечные проблемы человеческого бытия (вера, Бог, добро и зло, жизнь, смерть и бессмертие) и сделала вывод о близости их душевных, психологических и философско-религиозных исканий. Для обоих была характерна мучительная борьба между разумом и чувством. Оба они, по мнению Девятовой, пришли к мысли «о вере как сущностной составляющей земного бытия человека и своеобразном залоге его бессмертия, продолжения „в бесконечном“, в случае следования нравственным законам христианского учения». Однако христианство композитор и писатель воспринимали по разному: Чайковский — «в свете эстетики романтизма», Толстой — «как художник-реалист, исследователь социальных аспектов жизни общества». Кандидат искусствоведения Антонина Макарова свою диссертацию (2017) посвятила соотнесению религиозных взглядов композитора и его «мистериальных» опер «Орлеанская дева» и «Иоланта». Материал, использованный в диссертации, отражён также в более ранних статьях Макаровой — «Философско-религиозная проблематика в эпистолярном наследии П. И. Чайковского» (2012) и «„Орлеанская дева“ П. И. Чайковского: от „национальной трагедии“ к мистерии спасения» (2016).
В своей кандидатской диссертации «Оперы П. И. Чайковского 1880-х годов: поэтика трагического» Елена Китаева предложила рассматривать религиозные взгляды Чайковского в свете кризиса религиозного сознания Российской империи XIX века. Поэтому она попыталась соотнести духовную атмосферу последней трети XIX века (в частности религиозный кризис и духовное сознание русской интеллигенции) и мироощущение композитора. Одну из глав работы Китаева назвала «Духовный облик Чайковского: проблема веры». В ней она утверждает, что Чайковский был одним из немногих русских композиторов того времени, кого волновала проблема веры («не только в личностном, но и в национальном масштабе»).
Особенностью религиозного сознания композитора и спецификой русского религиозного сознания его эпохи, по мнению автора диссертации, было «верование без веры» («сомневающийся в религиозной области человек „поглощен [этой] «проблемой»“»). «Поле» «тернистого пути самопознания и богоискательства, сомнений и духовных озарений», которое отделяет веру и её отсутствие, по словам Китаевой, Чайковский проходил много раз. Отражение религиозных поисков композитора Елена Китаева находила в его операх «Мазепа», «Чародейка» и «Черевички».
Доктор искусствоведения Галина Сизко опубликовала в 2003 году статью «Чайковский и православие», а в 2019 году — книгу «Духовный путь Чайковского». Статья «Чайковский и православие» по разным причинам опубликована была только частично. В 2017 году с ней ознакомился потомок покровительницы композитора Денис фон Мекк и у него появился замысел публикации целой книги. Текст статьи был существенно дополнен и расширен, подобраны фотоматериалы. В 2020 году книга была издана на японском языке.
Доктор искусствоведения, профессор Московской консерватории имени П. И. Чайковского Вячеслав Медушевский писал в рецензии на книгу Сизко, что в контексте эпохи постмодернизма жизнь Чайковского подверглась «необыкновенно яростному поруганию». Поэтому издание «Духовного пути Чайковского» — «дело своевременное и несказанно полезное» — «Она [автор книги] устремляет взор в саму сердцевину его миросозерцания, собирая вокруг избранной темы богатый материал». По мнению Медушевского, многие факты, изложенные в книге, уже хорошо известны музыковедам, но автор сумела собрать их вместе и создать «замечательный облик человека и музыканта».
Существуют исследования, посвящённые отдельным духовным произведениям композитора. Среди них статья кандидата искусствоведения Ирины Кладовой «П. И. Чайковский. „Всенощное бдение“: контексты восприятия символов и архетипов сакрального времени» (2021), целью которой было осмысление на основе анализа нотных текстов и эпистолярного наследия композитора его взглядов на природу православного творчества.

### В зарубежной историографии
Доктор искусствоведения, профессор Национального педагогического университета имени М. П. Драгоманова в Киеве Галина Побережная в большой статье «„Масонский след“ в творчестве Чайковского» проанализировала возможность увлечения Чайковского масонством и отражения этого увлечения в его творчестве (в частности в числовой символике Шестой симфонии). Наиболее важные факты, к которым Побережная предлагала обратиться будущим исследователям этой проблемы:
- Имя Петра Ильича Чайковского и его младшего брата, крупного государственного деятеля Анатолия присутствует в списке членов тайной организации «Священная дружина», которую Побережная считала масонской.
- Покровительница композитора Надежда фон Мекк материально поддерживала масонов в Сумском уезде, где их позиции были весьма сильны. На масонских собраниях в Сумском уезде сочинения Чайковского исполнялись как священные гимны.
- На надгробии композитора изображена звезда Давида — один из основных масонских символов (знак гениальности и божественной избранности).

Побережная обращала внимание, что оснований для вывода о Чайковском как об активном масоне нет, но он мог испытывать влияние масонов и быть знакомым с их философскими концепциями.
В другой своей работе — монографии о Чайковском, вышедшей в 1994 году, Галина Побережная свои рассуждения о религиозных взглядах композитора соединила с проблемой его гомосексуальности и построила в форме беседы Астролога, Музыковеда-Астролога и Музыковеда. Астролог заявляет о «затруднённости духовно-религиозного возвышения» Чайковского — у него «истинная вера легко подменялась чем-то внешним, формальным». Он считает, что «испорченные» отношения с Богом были у композитора «главным препятствием на пути преодоления греха, и обретение духовной глубины, многомерности, естественной религиозности». Музыковед-Астролог делает замечание, что духовные произведения Чайковского написаны только во время жестокого внутреннего кризиса. Его музыка наполнена земными страстями, любовные темы его «чувственны и полнокровны». Музыковед — единственный, кто воздерживается в ходе беседы от формулировки собственной позиции.
Биограф Чайковского Дэвид Браун писал, что композитор вышел за пределы традиционной православной веры, не видел смысла в христианском учении о возмездии после смерти и не мог принять концепцию вечной жизни. Но православная церковь была частью России, которую он любил, именно поэтому его привлекали православные обряды. Браун отмечал интерес композитора к религии в конце жизни и чтение им «Исповеди» Льва Толстого, посещение богослужений. Браун сомневался, что мы можем адекватно представлять себе религиозные взгляды композитора («Какова бы ни была настоящая правда о credo Чайковского»), но считал, что его увлекала религия и он был готов, например, оживлённо беседовать на эту тему с глубоко верующим Милием Балакиревым.
Американский музыковед, специализирующийся на русской музыке и балете XIX века, Роланд Джон Уайли в книге «Чайковский», вышедшей в 2009 году в издательстве Оксфордского университета, писал, что в детстве литературное творчество Чайковского включало зарифмованные молитвы и подражания им (англ. «prayers and prayer-like poems»), другие религиозные темы (отпадение от благодати, рождение Христа, блудный сын), размышления на философские темы, патриотические сочинения, прозу и стихотворения про Жанну д'Арк. Исследователь подробно описывает конфликт, возникший по поводу «Литургии Святого Иоанна Златоуста», а также упоминает создание композитором второго большого духовного сочинения — «Всенощного бдения». Уайли кратко останавливается на анализе религиозных взглядов композитора: упоминает о чтении Чайковским Библии, его желании реформировать церковную музыку, посещении богослужений, приводит цитату из письма к Анне Мерклинг от 27 апреля 1884 года, в котором Чайковский размышляет о смерти и отношении к ней философии и религии.
Роланд Джон Уайли в своей биографии Чайковского отмечал, что письма и дневники композитора свидетельствуют об «обострённом религиозном чувстве» Чайковского в 1886 году — за этот год он сделал пометки в своей Библии 49 раз. Финансирование Чайковским школы в Майданово исследователь соотносил с христианской благотворительностью. Обострение интереса Чайковского к проблемам религии, жизни и смерти Уайли связывал с ухудшением здоровья композитора в это время. Он отмечал болезненные ощущения в правом боку и опасался, что это может стать началом неизлечимой болезни. Уайли описывает содержание переписки Чайковского с К. Р. по поводу сочинения композитором «Реквиема». Исследователь также размышляет о наличии религиозного подтекста в Шестой симфонии, отталкиваясь от статьи Михаила Фортунато.
Адъюнкт-профессор истории музыки Университета Миссури в Канзас-Сити Ольга Дольская отмечает, что Чайковский был тронут красотой православных богослужений и их возвышенным содержанием. Исследователь задаётся вопросом об истоках национального характера музыки композитора и делает вывод, что он с детства находился под обаянием русской православной музыки. Воздействие её на творчество Чайковского, по мнению автора статьи, не обязательно должно было выражаться в цитатах из конкретных песнопений или в каких-либо других очевидных формах заимствования, оно выражалось «в тонком, внутреннем влиянии, на которое редко обращают внимание, по крайней мере, не так часто, как на фольклорный элемент» в его творчестве. Дольская приводит и конкретные примеры: фрагменты знаменного распева из Пасхальных стихир можно обнаружить в первой части Второй симфонии. Искусствовед считает, что это не удивительно, так как Чайковский начал сочинять это произведение в июне, когда находился под влиянием пасхальных мелодий, которые исполняются в церквях в течение сорока дней после Пасхи. Другим примером является знаменная по своему характеру декламация первой части Шестой симфонии. Ольга Дольская делала вывод: «подсознательная связь Чайковского с русской хоровой традицией серьёзно повлияла на его оркестровое письмо».
Американский историк Александр Познанский также уделяет определённое внимание религиозным взглядам Чайковскиго в своих книгах о композиторе, например, в монографиях «Чайковский в Петербурге» (2012) и «Смерть Чайковского. Легенды и факты» (2007). Познанский настаивает, что свою гомосексуальность Чайковский не осознавал как грех в религиозном понимании, и приводит в подтверждение слова самого композитора: «в сущности, я ни в чём не виноват». Поэтому Пётр Ильич не испытывал угрызений совести в отношении своих сексуальных склонностей. После неудачной женитьбы композитор вообще примирился со своими «природными влечениями» — в его дневниках нет отношения к ним «как к греху, страданию или аномалии». В то же время он побаивается общественного мнения, которое может причинить вред близким ему людям, хотя сам пишет о собственном презрении к мнению толпы. С точки зрения Познанского, однако, композитор до женитьбы был уверен, что религиозность может быть важным средством борьбы против гомосексуальности. «Наши склонности суть для нас обоих величайшая и непреодолимая преграда к счастью, и мы должны всеми силами бороться со своей природой… Твоя религиозность должна, я полагаю, быть тебе крепкой подпорой», — пишет он брату Модесту. Важным является вывод Познанского в отношении смерти композитора: «самоубийство для такого верующего человека, как Чайковский, было неискупимым смертным грехом, на который он вряд ли мог решиться».
Кандидат богословия Георгий Скубак размышления о Пятой симфонии композитора на музыкально-культурологическом проекте «Место встречи — Остров классики» озаглавил «Что бы я был, если б не верил в Бога и не предавался воле Его?». Он обращал внимание, что Чайковский цитировал в своих светских произведениях песнопения русской православной церкви. Так, например, стихира на «Господи, воззвах» 6-го гласа звучит в «Детском альбоме», а заупокойный кондак «Со святыми упокой» использован в Патетической симфонии. Своё понимание религиозных взглядов композитора он формулирует в следующей фразе: «Петя Чайковский искал своей чистой детской душой Бога. Позже, уже став взрослым, пытался отразить этот поиск, этот путь к Богу в своих музыкальных сочинениях».
Доктор искусствоведения, живущая в Израиле, Марина Рыцарева опубликовала в 2014 году на английском языке книгу «Патетическая [симфония] Чайковского и русская культура». В 2017 году эта книга в существенно изменённом виде (изменения коснулись иллюстраций, структуры книги, сокращены были пояснения к тексту) была опубликована на русском языке под названием «Тайна Патетической Чайковского (о скрытой программе Шестой симфонии)». В книге Рыцарева утверждает, что «скрытая программа этой симфонии как-то связана с историей Христа». Вот как она трактует содержание Симфонии: «в первой части — ни с чем не сравнимый по силе внутренний конфликт и его решение — ночь в Гефсиманском саду (кстати, разработку назвал гефсиманской сценой Дэйвид Браун, уж не знаю буквально или метафорически). Ну а третья часть — празднество, толпы народа, железный каркас марша, организующий и подчиняющий себе все — могут ассоциироваться с праздником Песах в Иерусалиме, римскими легионерами. Все это заканчивается издевательствами над Христом». Искусствовед утверждает, что на такое понимание тайной программы симфонии Чайковского её подвиг «тревожный крик петуха, который буквально совпадал с главной темой Шестой». Впоследствии его подтвердило чтение писем и дневников Чайковского, а также музыкальные ассоциации: вступление в Шестой симфонии похоже на начальный хор «Страстей по Матфею» Иоганна Себастьяна Баха. Ещё одно подтверждение Рыцарева видит в названии симфонии «Патетическая». Греческое слово «Πάθος» и латинское «passio» переводятся на русский язык как 1) «страсти», «страдания», а также как 2) жанр пассионов — «это две линии, логически пересекающиеся только на фигуре Христа».
Кандидат искусствоведения Евгения Хаздан в рецензии на русский перевод книги Марины Рыцаревой в научном журнале «Opera musicologica» (2018) писала, что эта книга непривычна для отечественного читателя. Сложности возникают уже с определением её жанра — в ней объединены «детектив и мелодрама, академическая основательность и провокативная публицистичность. Она увлекает и раздражает одновременно». Хаздан неоднозначно оценивает книгу: некоторые страницы она читала «со скепсисом», некоторые восприняла как «открытия». В качестве вывода Евгения Хаздан пишет: «всё-таки книгу стоит дочитать».

## В культуре
Литератор Соломон Волков в книге «„Страсти по Чайковскому“. Разговоры с Джорджем Баланчиным» приводил мнение балетмейстера о религиозности Чайковского. Баланчин сам был религиозным и композитора считал человеком верующим. В отношении смерти композитора в беседах с Волковым балетмейстер выдвинул гипотезу «русской рулетки»: «Чайковский, возможно, сознательно выпил сырой воды во время холерной эпидемии». Он хотел смерти, но передал последний выбор судьбе, избежав, благодаря этому, конфликта с собственными религиозными убеждениями. Баланчин признавался, что не воспринимает церковную музыку Чайковского, считая, что она скорее предназначена для православного храма, чем для концертного зала.
В 1990 году была опубликована публицистическая книга инженера-кораблестроителя по образованию, посвятившего большую часть жизни работе над биографиями русских музыкантов, Бориса Никитина «Чайковский. Старое и новое». Анализируя эволюцию религиозных взглядов композитора, он считал, что Чайковский, обратившись на некоторое время от христианства к пантеизму, всё-таки вернулся к чисто христианским религиозным воззрениям. Он до конца жизни остался верен религиозным убеждениям, хотя не придавал большого значения церковным догматам. Анализируя переписку с фон Мекк, Никитин заметил, что Чайковский долго не отвечал на религиозно-философские рассуждения своей собеседницы. Он пообещал подробно рассказать о собственных религиозных убеждениях, но лишь через полгода после этого изложил ей свои взгляды, при этом не ссылаясь на её письмо.
Духовное песнопение «Благообразный Иосиф», приписываемое авторами киноленты Чайковскому, стало завязкой сюжета фильма «Апокриф: музыка для Петра и Павла» российского режиссёра Аделя Аль-Хадада, снятого в 2004 году. В соответствии с сюжетом композитор, возвращаясь в 1878 году из Вены, посетил свою сестру Александру Давыдову в усадьбе её мужа в Каменке. В местной церкви должно состояться первое исполнение нового сочинения композитора «Благообразный Иосиф». Домочадцы и сельчане с нетерпением ждут премьеры, но исполнение неожиданно завершается провалом. Сценарист Юрий Арабов существенно изменил реальный эпизод из жизни композитора (в частности, его подробно описывает американский исследователь Дэвид Браун), о котором он сам рассказывал в письме Надежде фон Мекк. В действительности «Благообразный Иосиф» — не произведение Чайковского, а тропарь в обработке Бортнянского, который решил исполнить в качестве церковного регента композитор. Для Чайковского неудачное исполнение не стало трагедией. Само событие произошло не в 1878 году, а 18 апреля 1880 года.

Сегодня я дебютировал в качестве церковного регента. Сестра непременно хотела, чтобы мы сегодня пели при выносе плащаницы «Благообразный Иосиф». Достали ноты, образовали квартет из сестры, Тани, Анатолия и меня и приготовили этот тропарь, переложенный Бортнянским. Дома пение шло хорошо, но в церкви Таня спуталась, а за ней и все. Несмотря на тщетные мои усилия восстановить порядок, пришлось остановиться, не докончив. Сестра и Таня безмерно, огорчены этим эпизодом, но в воскресенье представится случай загладить наш позор во время обедни. Я взялся разучить с ними 7-мой № «Иже херувимы» Бортнянского и «Отче наш» из моей литургии.